# Spharagemon saxatile
Spharagemon saxatile är en insektsart som beskrevs av Morse 1894. Spharagemon saxatile ingår i släktet Spharagemon och familjen gräshoppor. Inga underarter finns listade i Catalogue of Life.